# 色紙

## 書画用の色紙

### 構成
書画の色紙には書のみのもの、書に絵を加えたもの、絵のみのものの三種がある。このうち書の色紙には、和歌や俳句、詩句、格言などを書いたものがある。著名人のサインや寄せ書きにも用いられており、サイン色紙ともいう。なお、「色紙」（しきし）は短冊形に対する色紙形（しきしがた）の略語としても用いられる。

### 歴史
色紙が現れたのは平安時代のことであるが、特に室町時代以降に盛んに用いられるようになった。ただし、江戸時代以前に用いられた色紙は模様付きの薄い紙で大きさは一定ではなかった。
書の色紙の一種に藤原定家に由来する小倉色紙があり、定家が百人一首の選をしたときに歌を色紙に書いて小倉山荘の障子に押したという伝承がある。小倉色紙には金銀の砂子を撒いたものや切箔や野毛を置いたものなどがあり、室町時代には茶室に飾る茶掛けとして用いられるようになった。
厚紙の四角い色紙が用いられるようになったのは明治時代のことで大小の色紙（縦約20cm×横約17cmまたは縦約18cm×横約16cm）が存在した。